# Таборда, Висенте
Висенте Таборда (исп. Vicente Taborda; род. 16 июня 2001, Гуалегуай, Энтре-Риос) — аргентинский футболист, атакующий полузащитник клуба «Бока Хуниорс».

## Клубная карьера
Таборда — воспитанник клуба «Бока Хуниорс». 25 июля 2021 года в матче против «Банфилда» он дебютировал в аргентинской Примере. В 2022 году игрок помог клубу выиграть чемпионат. В том же году Таборда на правах аренды перешёл в «Платенсе». 26 июня в матче против «Атлетико Сармьенто» он дебютировал за новую команду. 5 июля в поединке против «Индепендьенте» Висенте забил свой первый гол за «Платенсе». По окончании аренды игрок вернулся в «Бока Хуниорс».

## Достижения
Клубные
 «Бока Хуниорс»
- Победитель аргентинской Примеры — 2022